# قوانين الزراعة الهندية 2020

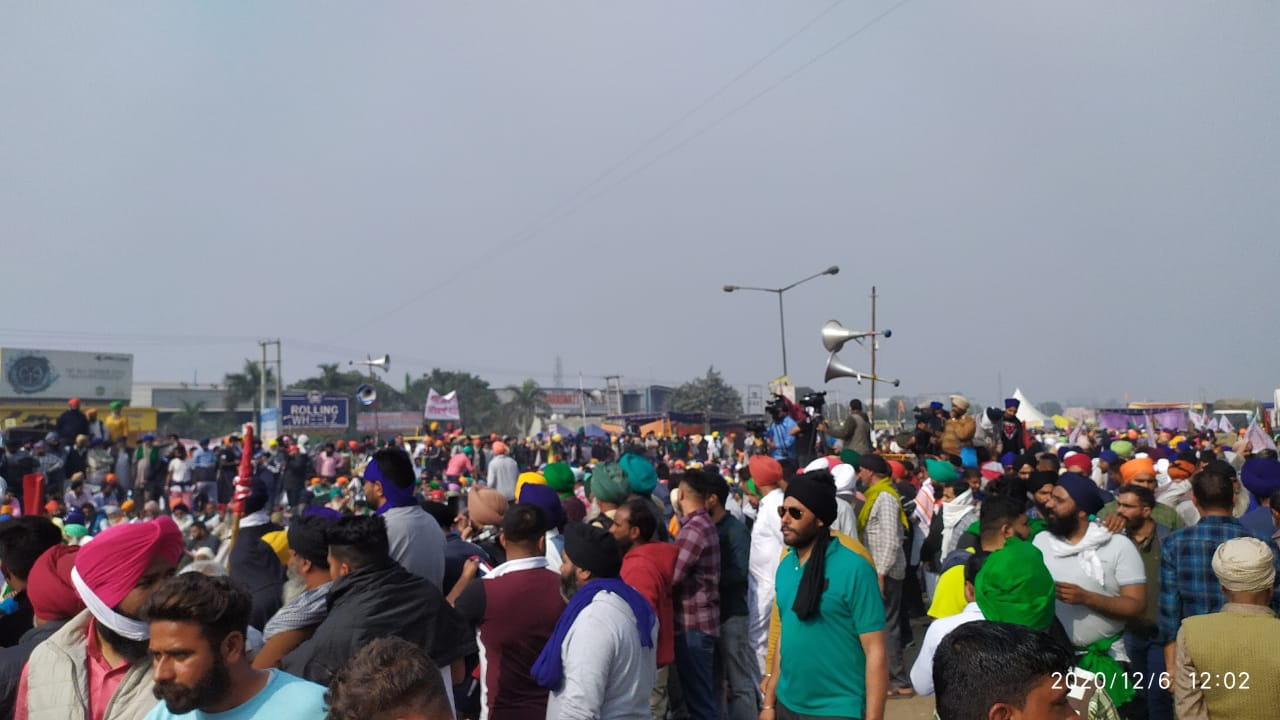

قوانين الزراعة الهندية  هي ثلاثة قوانين لبرلمان الهند أقرت في سبتمبر 2020. سعت مشاريع القوانين إلى تزويد المزارعين بقنوات تسويق متعددة وتوفير إطار قانوني للمزارعين للدخول في عقود مرتبة مسبقًا بأمور أخرى. وافق لوك سابها على مشروعي القانون في 17 سبتمبر 2020 وراجيا سابها في 20 سبتمبر 2020. أعطى رئيس الهند رام نات كوفيند موافقته على القوانين في 27 سبتمبر 2020. اندلعت احتجاجات عارمة ضد هذه القوانين في سبتمبر 2020، ولا سيما في دلهي والبنجاب وهاريانا، حيث كان المزارعون في مقدمة المحتجين.

## خلفية
في عام 2017 أصدرت الحكومة المركزية قوانين الزراعة النموذجية. ومع ذلك لاحظت اللجنة الدائمة للزراعة (2018-2019) أن العديد من الإصلاحات المقترحة في القوانين النموذجية لم تنفذ من قبل الولايات. وعلى وجه الخصوص وجدت اللجنة أن القوانين التي تنظم الأسواق الزراعية الهندية (مثل تلك المتعلقة بلجان أسواق المنتجات الزراعية) لم يتم تنفيذها بشكل عادل وأمين أو أنها تخدم الغرض المناط بها. كان يُعتقد أن المركزية تقلل المنافسة ووفقًا لذلك المشاركة، مع العمولات غير المبررة، ورسوم السوق، واحتكار الجمعيات التي تضر بالقطاع الزراعي. تم تشكيل لجنة مكونة من سبعة رؤساء وزراء في يوليو 2019 لمناقشة التنفيذ. لم تقدم اللجنة تقريرها بعد ذلك. أصدر المركز ثلاثة مراسيم في الأسبوع الأول من شهر يونيو 2020.

### الأسبقية الدولية
قامت عدد من الاقتصادات النامية بإجراء تغييرات على سياساتها الزراعية في الثمانينيات والتسعينيات لتشجيع مشاركة القطاع الخاص.

## القوانين
- قانون تجارة منتجات المزارعين (الترويج والتيسير): يوسع نطاق المناطق التجارية للمزارعين المنتجين من مناطق مختارة إلى «أي مكان للإنتاج والجمع والتجميع». يسمح بالتجارة الإلكترونية لمنتجات المزارعين المجدولة. يمنع حكومات الولايات من فرض أي رسوم سوق أو ضريبة أو ضريبة على المزارعين والتجار ومنصات التجارة الإلكترونية لتجارة منتجات المزارعين التي تتم في «منطقة تجارة خارجية».
- قانون اتفاقية المزارعين (التمكين والحماية) بشأن ضمان أسعار الخدمات الزراعية: ينشئ إطارًا للزراعة التعاقدية من خلال اتفاق بين المزارع والمشتري قبل إنتاج أو تربية أي منتج زراعي. وهو ينص على آلية تسوية المنازعات من ثلاثة مستويات: مجلس التوفيق، وقاضي الأقسام الفرعية، وسلطة الاستئناف.
- قانون السلع الأساسية: يسمح للمركز بتنظيم بعض المواد الغذائية في سياق المواقف الاستثنائية مثل الحرب أو المجاعة. يتطلب أن يكون فرض أي حد لمخزون المنتجات الزراعية على أساس ارتفاع الأسعار.[5]

## احتجاجات المزارعين
بعد فترة وجيزة من بدء العمل بالقوانين، بدأت النقابات في تنظيم احتجاجات محلية، معظمها في البنجاب. بعد شهرين من الاحتجاجات بدأ المزارعون ولا سيما من البنجاب وراجستان وهاريانا حركة تسمى لنذهب إلى دلهي، حيث سار عشرات الآلاف من المزارعين نحو عاصمة الهند. استخدمت الشرطة وإنفاذ القانون خراطيم المياه والغاز المسيل للدموع لمنع المزارعين من دخول دلهي. في 26 نوفمبر وقع إضراب عام على مستوى البلاد شمل ما يقرب من 250 مليون (25 كرور) لدعم المزارعين وفقًا للنقابات العمالية التي نظمت الاحتجاجات. في 30 نوفمبر قدرت الهند اليوم أن ما بين مئتي وثلاث مئة ألف مزارع يتقاربون عند نقاط حدودية مختلفة في طريقهم إلى دلهي.
هناك أكثر من 50 نقابة للمزارعين قامت بالاحتجاج، بينما تزعم الحكومة أن بعض اتحادات المزارعين خرجت لدعم قوانين المزارع. خرجت نقابات النقل التي تمثل أكثر من 14 مليون سائق شاحنة لدعم المزارعين مهددة بوقف حركة الإمدادات في بعض الولايات الهندية. بعد رفض الحكومة مطالب المزارعين خلال المحادثات في 4 ديسمبر، خطط المزارعون لتصعيد الإجراء إلى إضراب آخر على مستوى الهند في 8 ديسمبر 2020. قدمت الحكومة بعض التعديلات في القوانين، لكن النقابات طالبت بإلغاء القوانين. اعتبارًا من 12 ديسمبر سيطر المزارعون على ساحات الطرق السريعة في هاريانا وسمحوا بحرية حركة المركبات. بحلول منتصف ديسمبر تلقت المحكمة العليا في الهند مجموعة من الالتماسات المتعلقة بإزالة الحصار الذي فرضه المتظاهرون حول دلهي. كما تعتزم المحكمة المضي قدما في المفاوضات مع مختلف هيئات المزارعين المحتجين.
بحلول منتصف ديسمبر، تلقت المحكمة العليا في الهند مجموعة من الالتماسات المتعلقة بإزالة الحصار الذي فرضه المتظاهرون حول دلهي. كما طلبت المحكمة من الحكومة تأجيل القوانين، لكن الحكومة رفضت الطلب. في 4 يناير 2021 سجلت المحكمة الدعوى الأولى المقدمة لصالح المزارعين المحتجين. وقال المزارعون إنهم لن يستمعوا إلى المحاكم إذا طُلب منهم التراجع. كما قال زعماء المزارعين إن الالتزام بقوانين المزارع ليس حلاً. في 30 ديسمبر وافقت الحكومة الهندية على اثنين من مطالب المزارعين وهما: استبعاد المزارعين من قانون التلوث الجديد وإلغاء تعديلات قانون الكهرباء الجديد، أما بقية المطالب فسيناقشها الجانبان في 4 يناير. حتى 6 يناير 2021 أجريت ثماني جولات من المحادثات بين المركز والمزارعين التي تمثلهم نقابات المزارعين.